# Wikivir
Wikivir (angleško Wikisource) je spletna digitalna knjižnica, zgrajena s tehnologijo wiki, ki deluje kot sestrski projekt Wikipedije pod okriljem neprofitne Fundacije Wikimedia.
Projekt služi kot odprto skladišče izvirnih besedil v katerem koli jeziku, ki jih lahko vsakdo ureja. Podobno kot pri Wikipediji je aktivnih več jezikovnih različic (danes 85), v katerih se uporabniki ukvarjajo z arhiviranjem zapisov v teh jezikih. Vsebuje v glavnem zgodovinska besedila, ki so zaradi starosti v javni lasti, v manjši meri pa tudi novejša dela izdana pod katero od prostih licenc, kar vključuje filme in zvočne knjige.